# Stent

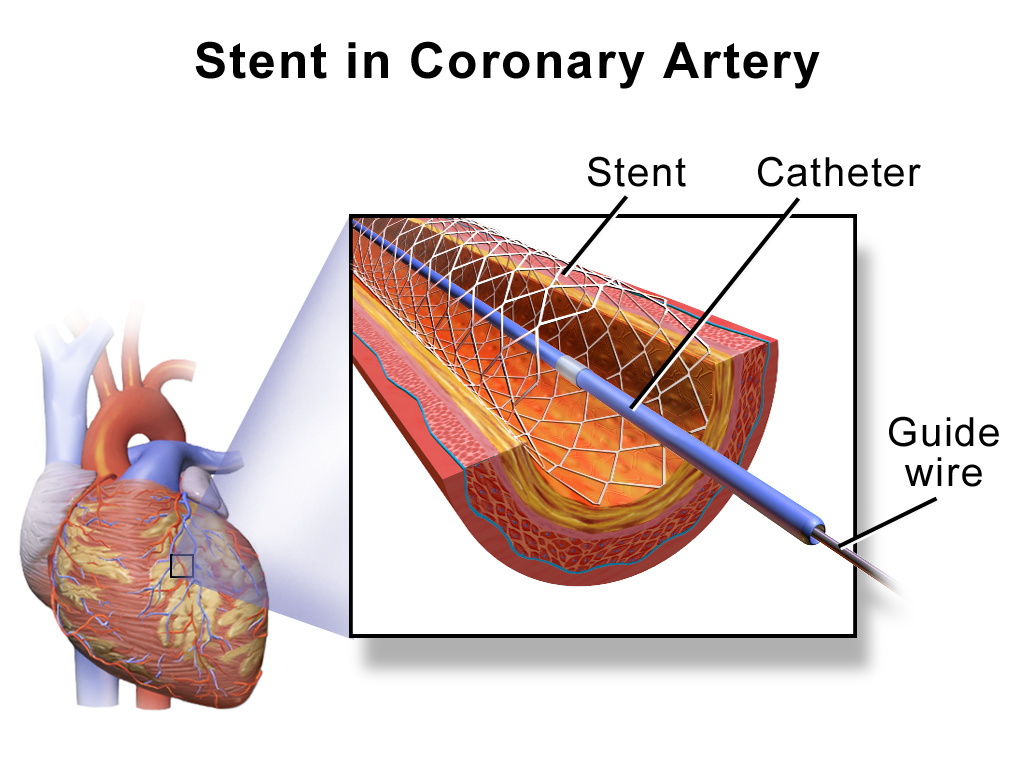
Redarea 3D a unui stent într-o arteră coronariană

În medicină, un stent este un tub de  metal sau de plastic introdus în lumenul unui recipient anatomic sau o conductă pentru a menține culoarul deschis, și stenting este plasarea unui stent. Există o mare varietate de stenturi folosite pentru diferite scopuri, de la stenturi extensibile coronariene, vasculare și biliare, până la  stenturi din plastic simplu folosite pentru a permite fluxul de urină între rinichi și vezica urinară. "Stent" este, de asemenea, utilizat ca un verb pentru a descrie plasarea unui astfel de dispozitiv, în special în cazul unei boli cum ar fi ateroscleroza, care produce o structură patologic redusă, cum ar fi o arteră.
Un stent este diferențiat de un șunt. Un șunt este un tub care conectează două părți ale corpului care anterior nu aveau legătură, pentru a permite lichidului să curgă între ele. Stenturile și șunturile pot fi realizate din materiale similare, dar efectuează două sarcini diferite.